# محمدقلی قوامی
محمدقلی خان قوامی (۱۲۸۴ - ۱۳۷۴) شهردار شیراز و نماینده این شهرستان در مجلس شورای ملی بود.
محمدقلی خان از خاندان معروف و با نفوذ قوام شیرازی و پسر حبیب‌الله خان قوام‌الملک بود. برادر بزرگش ابراهیم خان قوام‌الملک در دوران رضا شاه پس از چهار دوره نمایندگی مجلس، مغضوب و زندانی و املاکش از او گرفته شد اما دوباره قدرت و نفوذ خود را بازیافت و پسرش علی همسر شاهدخت اشرف پهلوی شد. 
محمدقلی خان در سال ۱۳۲۶ به نمایندگی از شیراز به دوره پانزدهم مجلس شورای ملی راه یافت. پس از پایان دوره نمایندگی‌اش در بهمن ۱۳۲۸ شهردار شیراز شد و تا بهمن ۱۳۳۲ در این سمت بود.
او در آرامستان حافظیه شیراز به خاک سپرده شده است.